# Enoc (album)
Enoc è il quarto album in studio del cantante portoricano Ozuna, pubblicato nel 2020.

## Tracce
1. Enemigos ocultos (con Wisin, Myke Towers, Arcángel, Cosculluela e Juanka) – 7:25
2. Caramelo – 3:37
3. No se da cuenta (con Daddy Yankee) – 3:51
4. Mala – 3:05
5. Del mar (con Doja Cat e Sia) – 3:34
6. Sincero – 3:15
7. Qué tú esperas (featuring Zion & Lennox) – 3:41
8. Un Get – 3:31
9. Una locura (con J Balvin e Chencho Corleone) – 3:50
10. A escondidas – 3:20
11. Esto no acaba (con Nicky Jam) – 3:37
12. El reggaetón – 3:36
13. Despeinada (con Camilo) – 3:44
14. Gistro amarillo (with Wisin) – 3:50
15. El oso del dinero – 2:37
16. No la mires (with Jhay Cortez) – 3:31
17. Duele querer – 2:00
18. Caramelo (Remix) (with Karol G & Myke Towers) – 3:53
19. Del mar (solo version) – 3:26
20. Gracias – 2:41